# FKAB
FKAB Marine Design, är Sveriges största konsultfirma inom marin design och konstruktion.
FKAB Levererar framgångsrika fartygsdesigns sedan 1961. Våra konstruktioner är optimerade med fokus på drift, låg bränsleförbrukning, låg miljöpåverkan och redo att möta framtida krav. 
FKAB designar mer eller mindre alla typer av fartyg, såsom Produkt- och Kemikalietankers, Bunkertankers, LNG-tankers & LNG bunkertankers, Torrlastare & Bulkfartyg, Containerfartyg, Muddringsfartyg, Bil- & Passagerarfärjor, Lotsbåtar mm.
Genom kontor i Sverige och Kina är bolaget också involverade Energiaudits & konverteringar av LNG, Metanol, Ballast Water Treatment, Scrubbers & Batterier.